# Wei Lijie (Paläontologin)

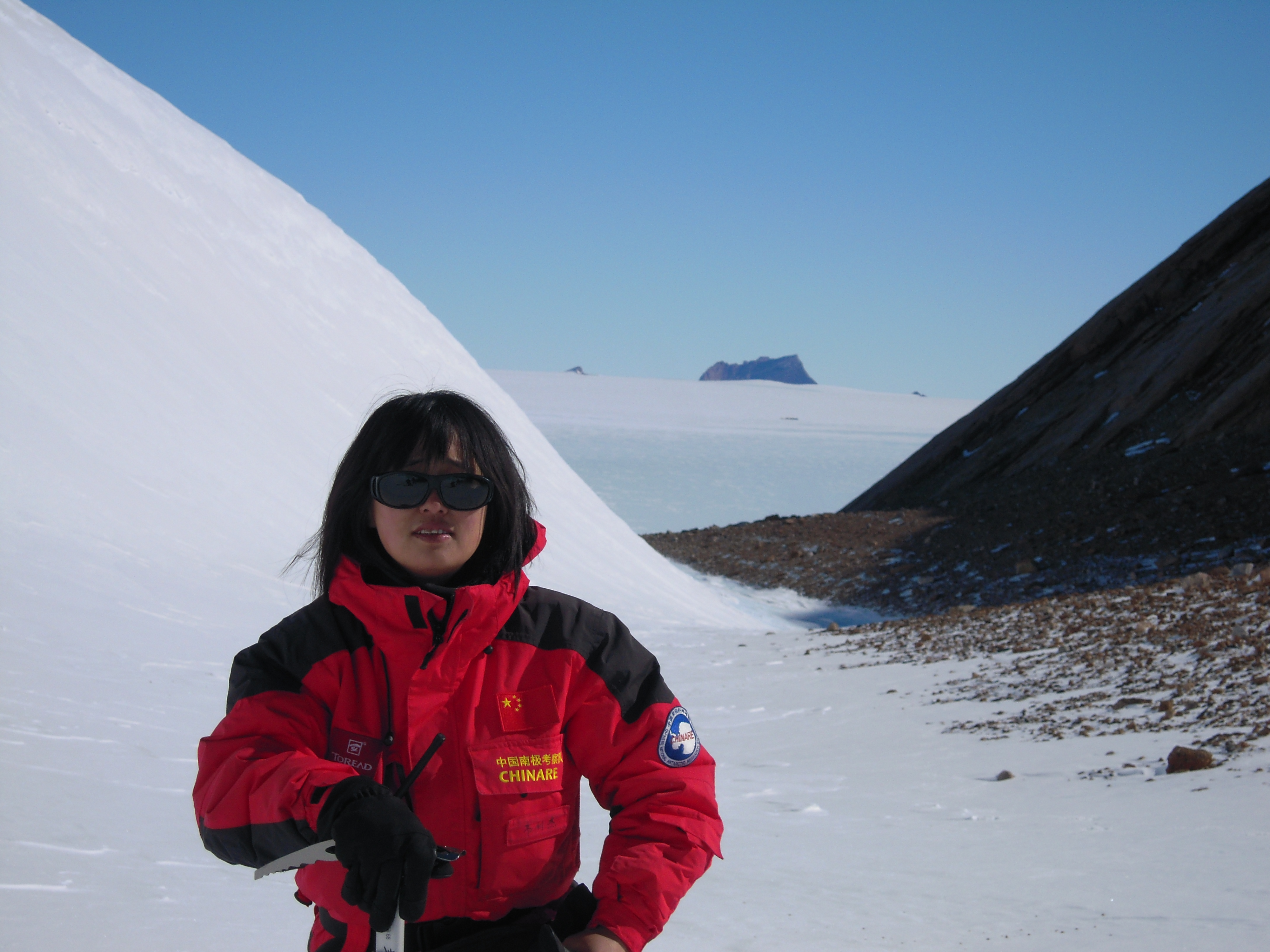
Wei Lijie in der Antarktis (2010)

Wei Lijie (chinesisch 韦利杰; geb. 2. Juni 1974) ist eine chinesische Paläontologin und Stratigraphin mit den Forschungsschwerpunkten Tibet und Antarktis.

## Frühes Leben und Ausbildung
Wei Lijie wurde 1974 in Longyao in der nordöstlichen Provinz Hebei geboren. Sie schloss 2006 ein Masterstudium in Paläontologie und Stratigraphie an der Lanzhou-Universität ab und promovierte 2011 im Fach Strukturgeologie am Forschungsinstitut für das Tibetische Hochland der Chinesischen Akademie der Wissenschaften.

## Karriere
Von 2011 bis 2013 hatte Wei Lijie eine Postdocstelle am Institut für Geologie und Geophysik der Chinesischen Akademie der Wissenschaften.
2013 wurde sie Assistentin am Institut für Geomechanik des Chinesischen Amts für Geologie.
Ihre Forschungsschwerpunkte sind erdneuzeitliche Pollenanalysen in Tibet und der Antarktis. Sie leitet ein Pollen-Forschungsprojekt im Bereich des Lambertgletschers in Ostantarktika.
Wei nahm an der 26. Chinese National Antarctic Research Expedition (Oktober 2009–April 2010) teil und führte geologische Forschungen in den Grove Mountains durch. Sie ist damit die erste Geologin aus China, die in Antarktika wissenschaftlich arbeitete.

## Ausgewählte Arbeiten
- Li Guangwei, Liu Xiaohan, Pullen Alex, Wei Lijie, Liu Xiaobing, Huang Feixin, Zhou Xuejun: In-situ detrital zircon geochronology and Hf isotopic analyses from Upper Triassic Tethys sequence strata. In: Earth and Planetary Science Letters. 297. Jahrgang, Nr. 3–4, 1. September 2010, S. 461–470, doi:10.1016/j.epsl.2010.06.050, bibcode:2010E&PSL.297..461G.
- L.j. Wei, J.i. Raine, X.h. Liu: Terrestrial palynomorphs of the Cenozoic Pagodroma Group, northern Prince Charles Mountains, East Antarctica. In: Antarctic Science. 26. Jahrgang, Nr. 1, 1. Februar 2014, ISSN 1365-2079, S. 69–79, doi:10.1017/S0954102013000278.
- 东南极北查尔斯王子山新生代Pagodroma群生物地层特征 - 《中国学术期刊（网络版）》. In: www.cnki.net. Archiviert vom Original am 18. August 2016; abgerufen am 19. Juni 2016.